# Pomacentrus sulfureus
Pomacentrus sulfureus är en fiskart som beskrevs av Klunzinger, 1871. Pomacentrus sulfureus ingår i släktet Pomacentrus och familjen Pomacentridae. Inga underarter finns listade i Catalogue of Life.